# Ллянкіуе
Ллянкіуе (ісп. Llanquihue) — місто в Чилі. Адміністративний центр однойменної комуни. Населення — 11 447 осіб (2002). Місто і комуна входить до складу провінції Ллянкіуе і регіону Лос-Лагос.
Територія комуни — 420,8 км². Чисельність населення — 17 720 осіб (2007). Щільність населення — 42,11 чол./км².

## Розташування
Місто розташоване на березі одноіменного озера і берегах річки Маульїн, що витікає з озера Маульїн, за 25 км на північ від адміністративного центру області міста Пуерто-Монт.
Комуна межує:
- на півночі — з комуною Фрутильяр
- на сході — з комуною Пуерто-Варас
- на півдні — з комуною Пуерто-Варас
- на заході — з комунами Фресія, Лос-Муермос

## Демографія
Згідно з даними, зібраними під час перепису Національним інститутом статистики, населення комуни становить 17 720 осіб, з яких 8796 чоловіків та 8924 жінки.
Населення комуни становить 2,23 % від загальної чисельності населення регіону Лос-Лагос. 20,48 % належить до сільського населення та 79,52 % — міське населення.

### Найважливіші населені пункти комуни
- Ллянкіуе(місто) — 11 447 мешканців
- Лос-Пельїнес (селище) — 1281 мешканець